# Шаль

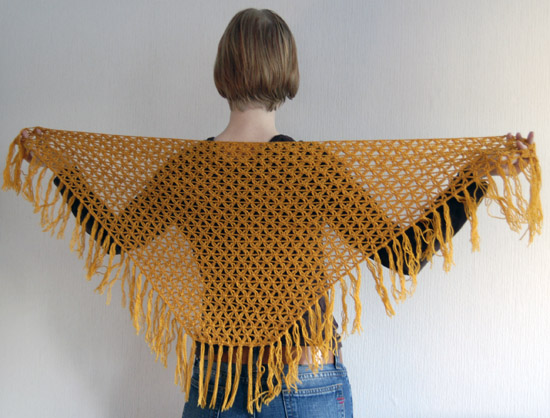
Шаль

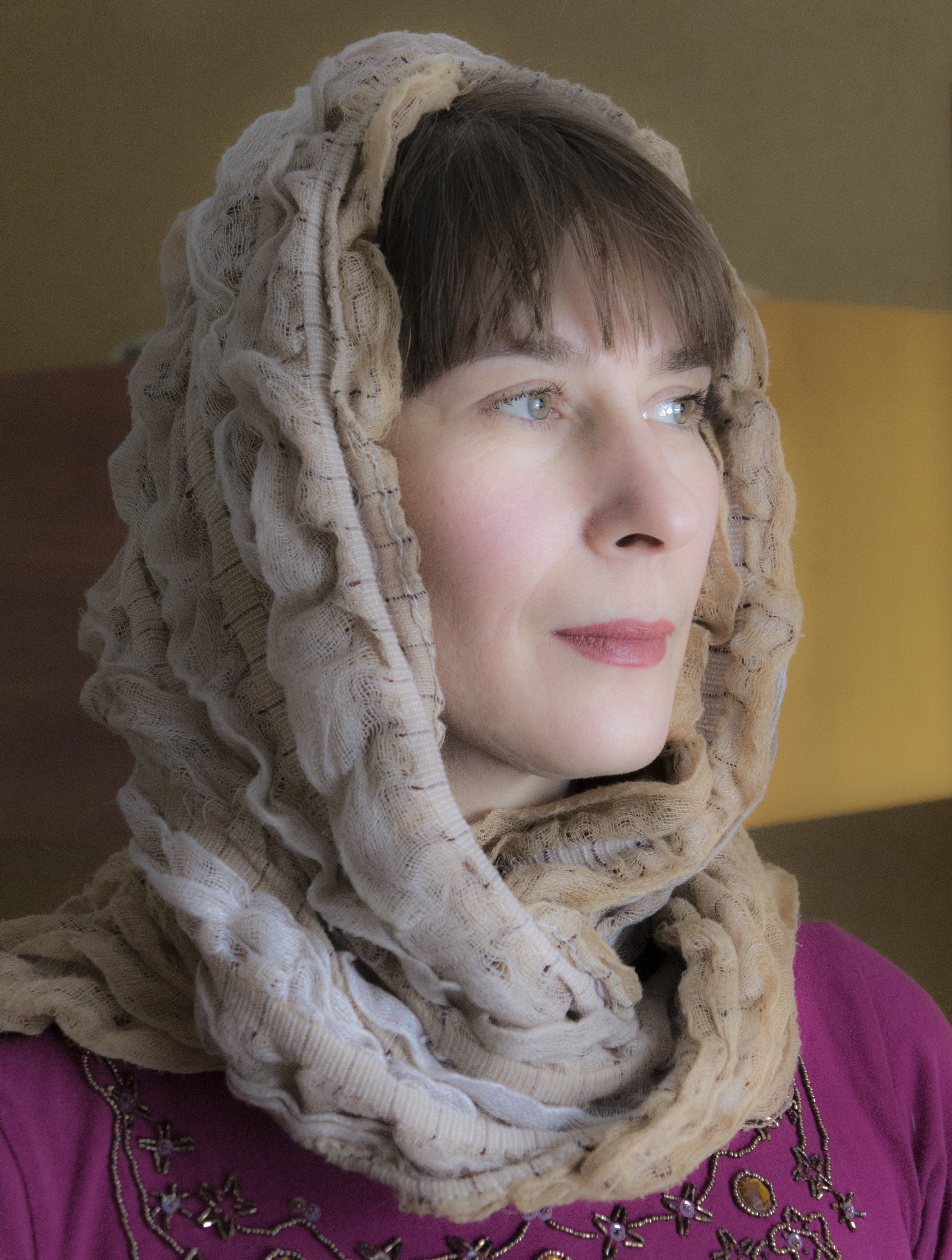
Женщина в тканом платке

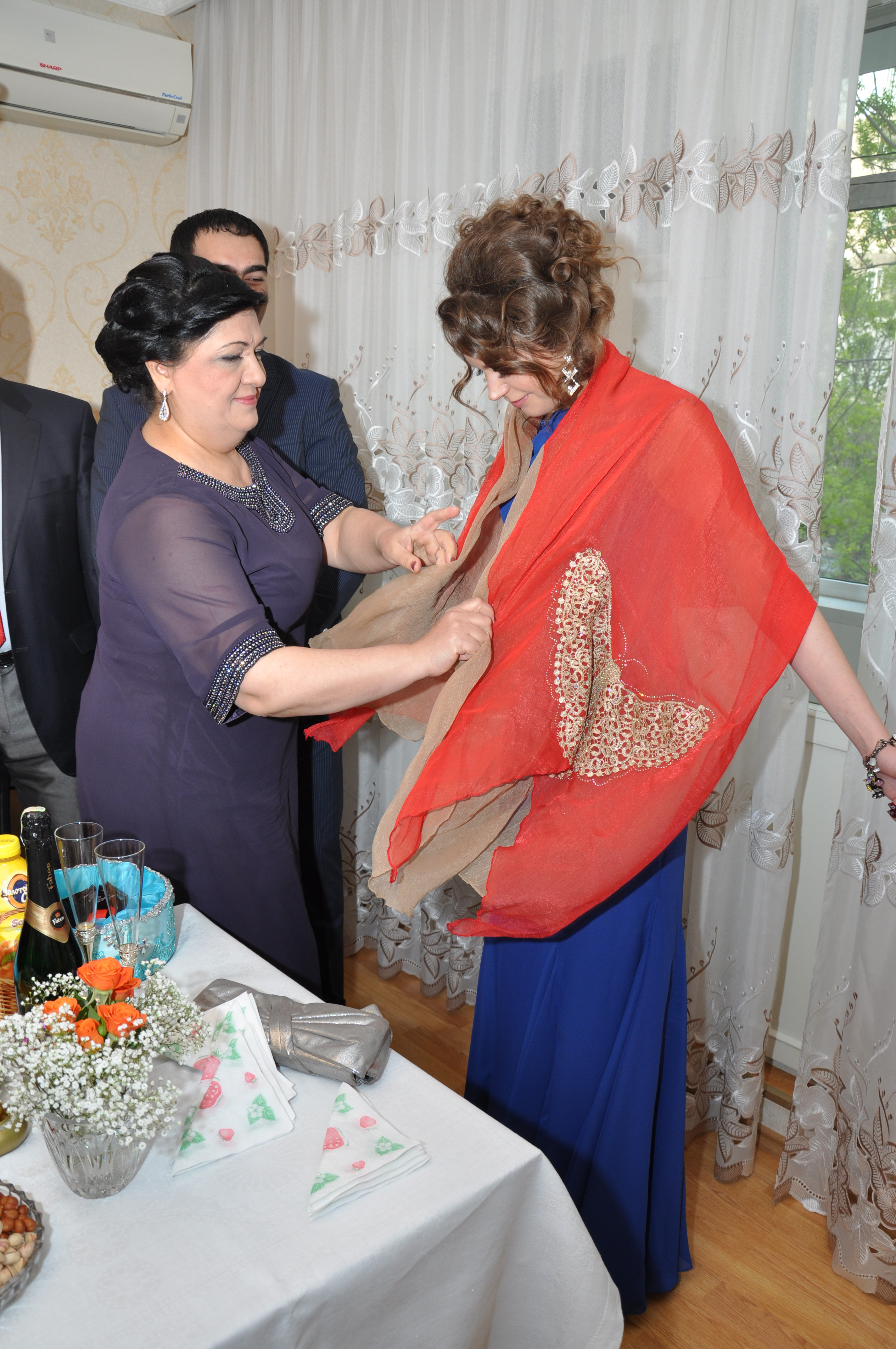
Азербайджанская невеста с шалью

Шаль (перс. شال‎) — большой вязаный или тканый платок.
В словаре Владимира Даля (середина XIX века) шаль определяется как «женский английский долгий платок на плечи, двойной плат. Некогда турецкие шали были в большом ходу».

## История
В XV веке в Кашмире началось производство первых шалей — квадратных накидок из пашмины, которые складывали треугольником и надевали на голову, полностью скрывая туловище.

### В Европе

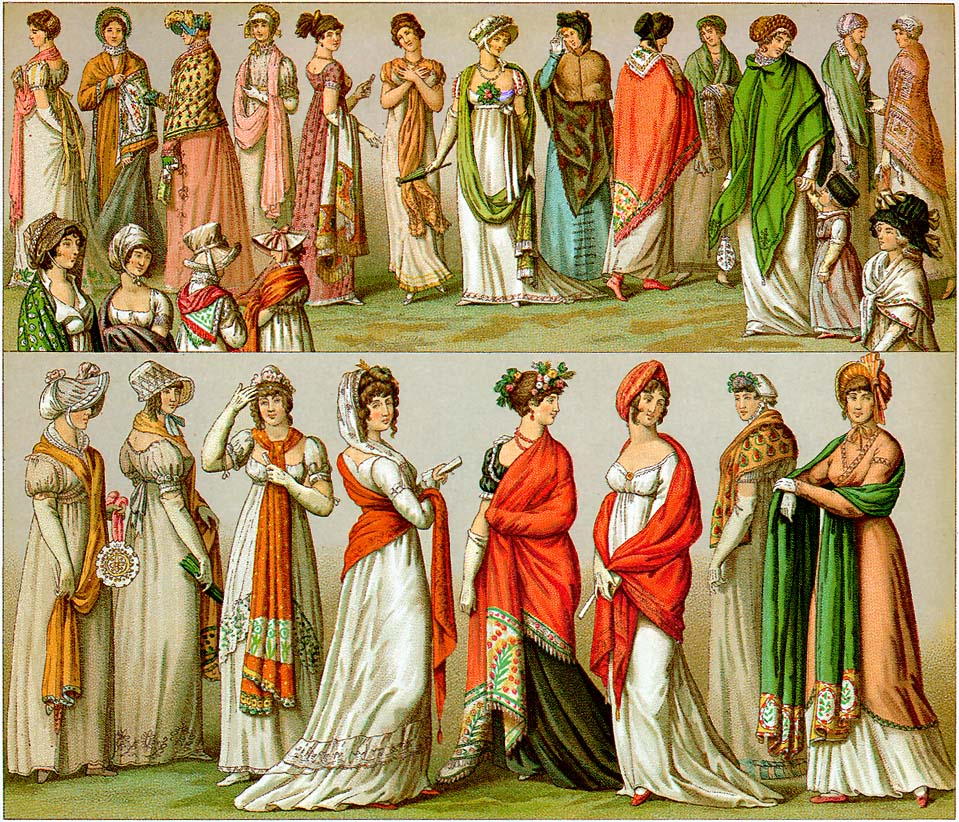
Ношение шалей во Франции начала XIX века

Во Франции кашемировые шали появились после Египетского похода (1798—1799) Наполеона. Его первая жена, Жозефина Богарне, имела около 400 шалей, каждую из которых можно было продеть сквозь золотое кольцо. Она носила их на платьях, использовала как покрывало и даже делала лежанку для своей собачки.
Вскоре во Франции началось производство шалей из разных материалов. Шаль дала рождение своим модным последователям — широкому палантину и более узкому шарфу, появляясь то в зимнем варианте для защиты от холода, то становясь практически невесомой и служа лишь для красоты.
Шаль оставалась в моде до коронации Луи-Филиппа, когда англичане стали выпускать дешёвые подделки. Но всё же это были дорогие вещи, доступные не всем. Однако предлагался и более экономичный вариант из тонкой шерсти, вытканной из козьего пуха, сделанный ручной набойкой.

### В России
Примерно в эту же пору началось производство шалей и в России. Самые первые платки сильно подражали индийским по расцветке, затем их стали сочетать с национальными русскими мотивами.
Слава русских шалей пришла после первой Всемирной промышленной выставки в Лондоне в 1851 году. Считалось, что Елисеева, Шишкина, Колокольцев, Мерлина, Зубковы, Молчановы ткали настоящие сокровища.
Особо неповторимые и дорогие — шали из кружева. Они плетутся ручным способом на коклюшках мастерицами-кружевницами в традиционных кружевных российских центрах — Вологде, Вятке и Ельце. Создание кружевной шали требует больших временных затрат, например, для шали размером 280х105 см требуется более 2000 часов.

## Галерея

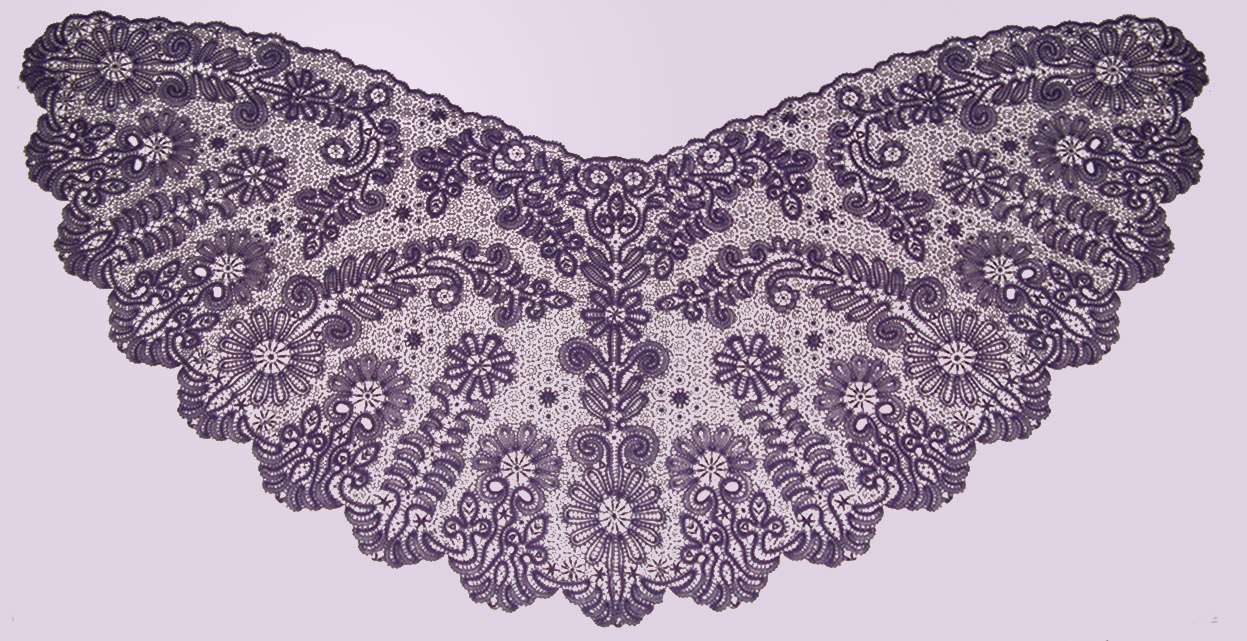
Кружевная шаль 280х105 см, шерсть
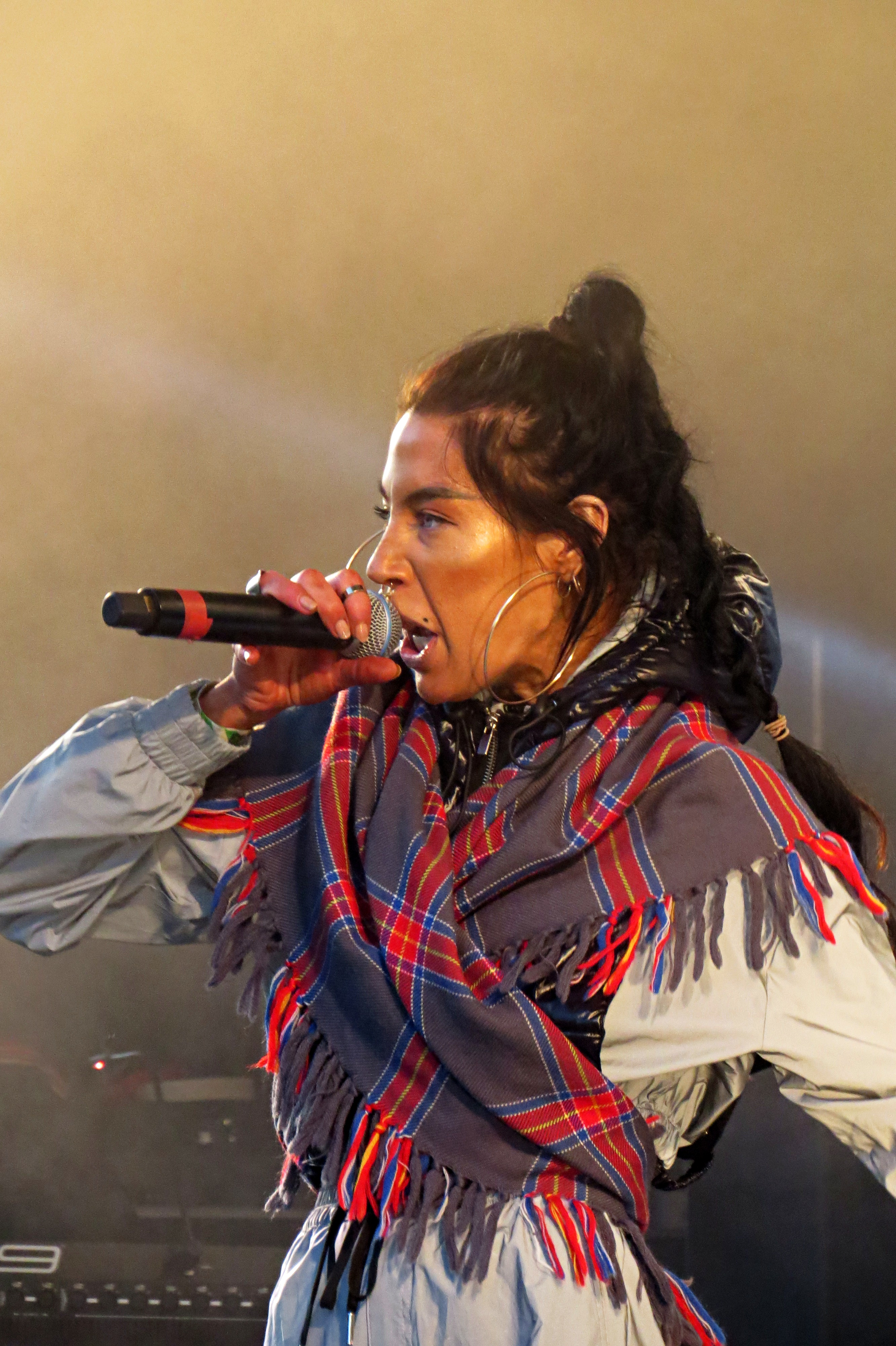
Максида Марак в традиционной саамской шерстяной шали на сцене Ридду Ридду 2019
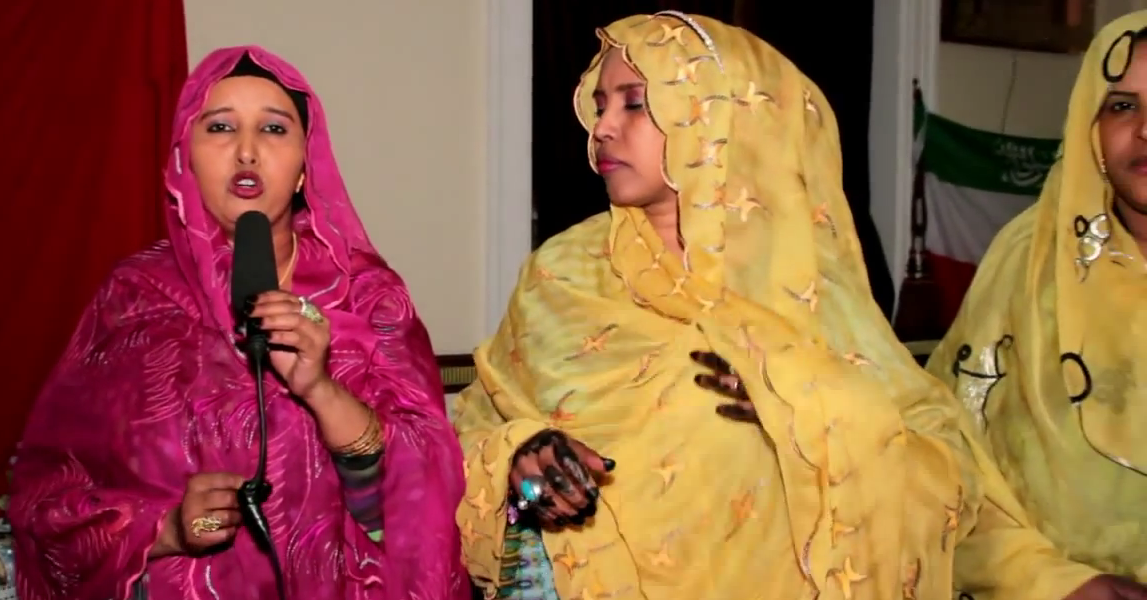
Сомалийские женщины в традиционных шалях
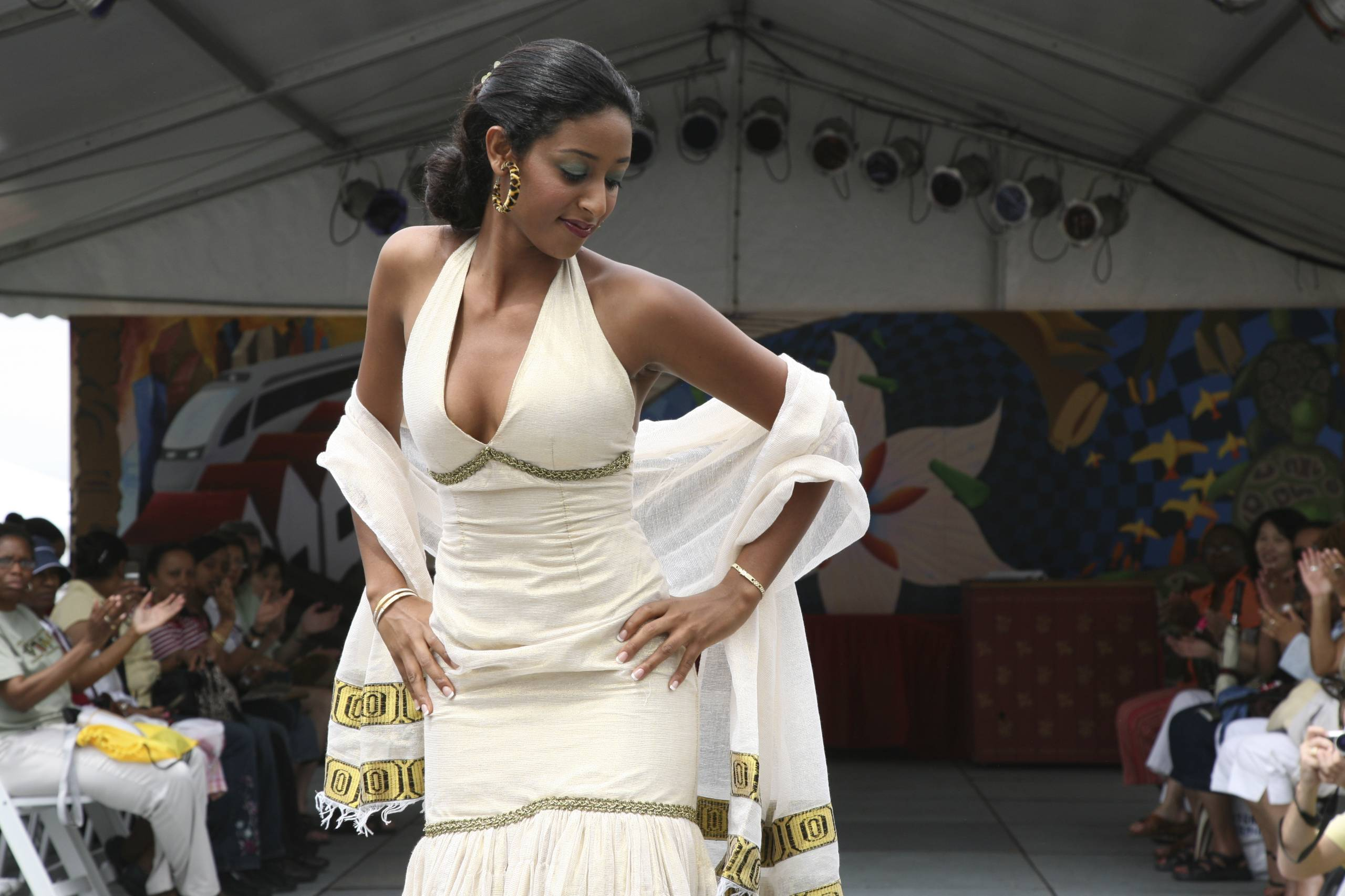
Эфиопская модель и кинорежиссёр Амлесет Мучи в традиционной шали
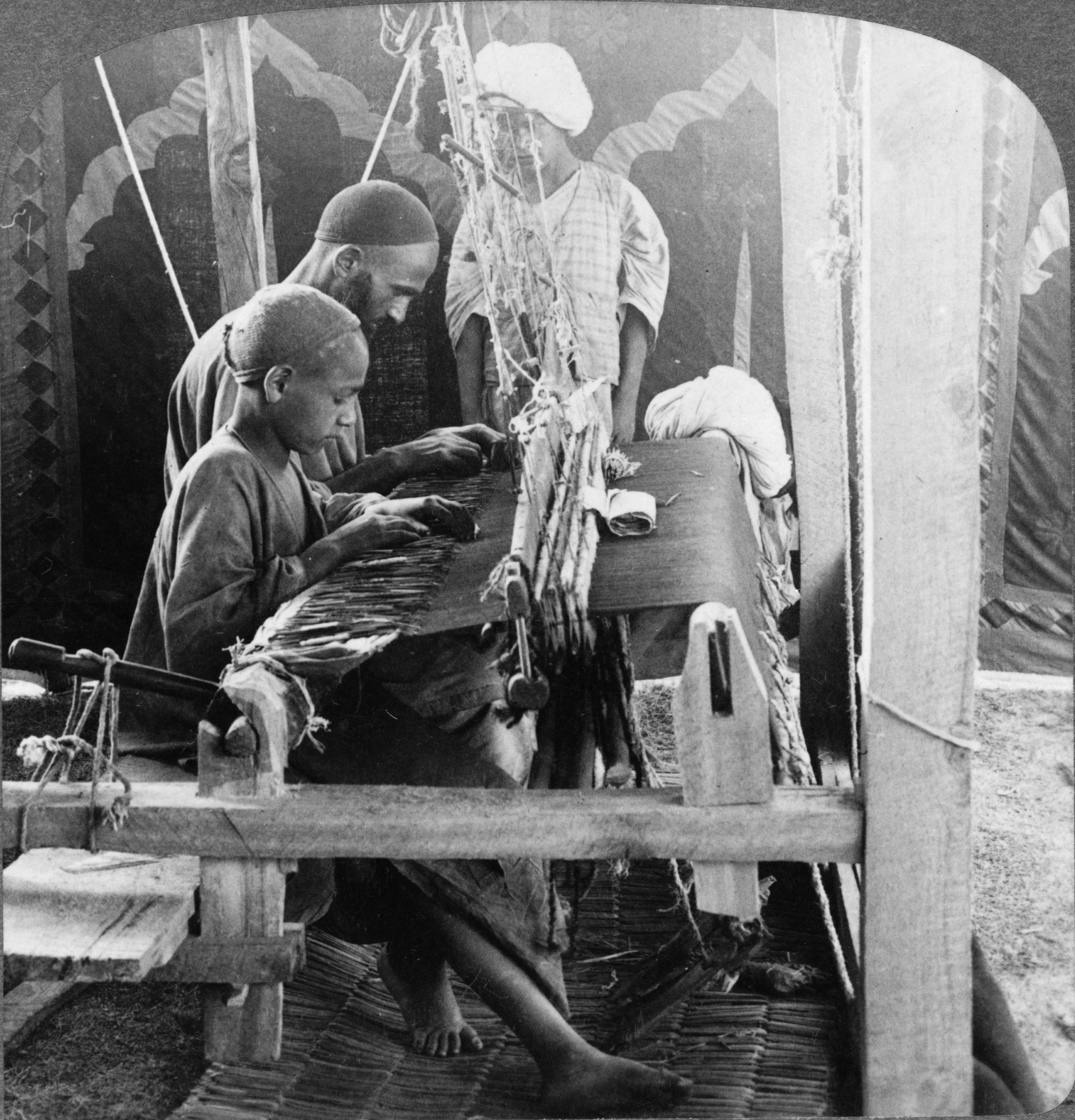
Ткачи шалей в Кашмире около 1903 года
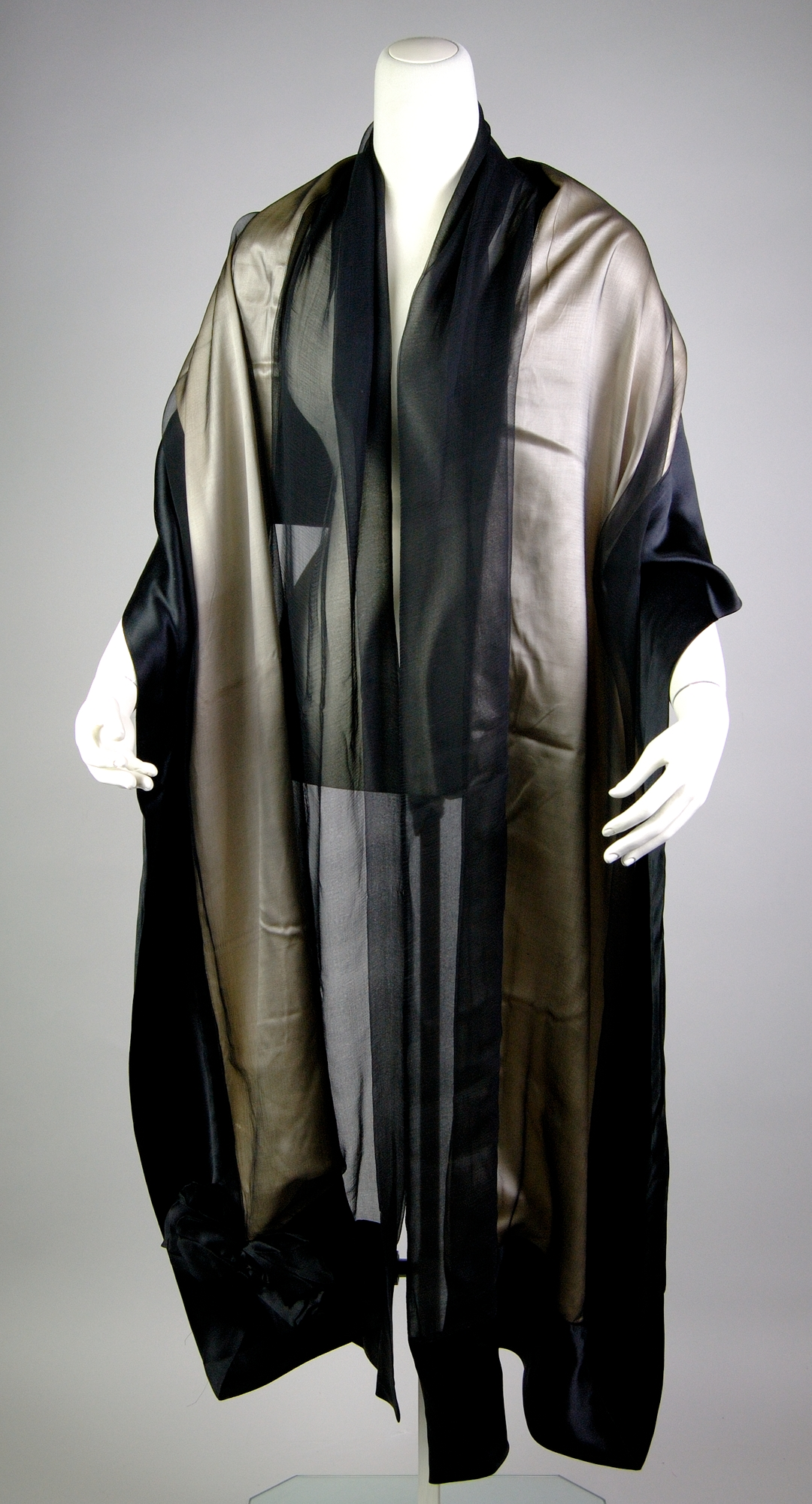
Палантин, дизайн Mme. Жанна Пакен (французский, 1869–1936)